# 정새별
정새별(1984년 11월 18일 ~ )은 대한민국의 배우이다.

## 학력
- 한국예술종합학교
- 한양대학교 연극영화과

## 연극
- 2016년 《심청》
- 2016년 《왕과 나》
- 2016년 《썬샤인의 전사들》
- 2016년 《북새통의 겨울이야기》
- 2017년 《한민족디아스포라전 - 이건 로맨스가 아니야》
- 2017년 《1984》
- 2018년 《선을 넘는 자들》
- 2018년 《성》
- 2018년 《조씨고아,복수의 씨앗》
- 2018년 《록앤롤》
- 2019년 《고독한 목욕》
- 2019년 《콘센트 - 동의》
- 2019년 《한 여름밤의 꿈》
- 2020년 《죽음의 집》
- 2021년 《달걀의 일》
- 2022년 《클래스》
- 2022년 《내게 빛나는 모든 것》

## 뮤지컬
- 2023년 《제시의 일기》

## 영화
- 2013년 《홈 스위트 홈》
- 2013년 《도피》
- 2013년 《열차 안 노부인》
- 2014년 《영원》
- 2015년 《담피르》
- 2023년 《폭로》 - 이지영 역

## 드라마
- 2020년 tvN 목요드라마 《슬기로운 의사생활》
- 2021년 tvN 단막극 《드라마 스테이지 - 럭키》
- 2022년 Wavve, MBC 금토드라마 《트레이서》 - 조선민 역
- 2022년 SBS 금토드라마 《어게인 마이 라이프》 - 변호사 역
- 2022년 MBC 수목드라마 《일당백집사》 - 졸리 역
- 2023년 MBC 일일드라마 《세 번째 결혼》 - 양미순 역
- 2023년 ENA 월화드라마 《사랑한다고 말해줘》 - 은소희 역
- 2024년 Netflix 오리지널 드라마 《종말의 바보》 - 공지은 역
- 2025년 JTBC 토일드라마 《에스콰이어 : 변호사를 꿈꾸는 변호사들》